# 圣热内斯德布莱
圣热内斯德布莱（法語：Saint-Genès-de-Blaye，法語發音：[sɛ̃ ʒənɛs də blaj]，意为“布莱的圣热内斯”）是法国吉伦特省的一个市镇，位于该省西北部，属于布莱区。

## 地理
圣热内斯德布莱（45°9'43"N, 0°38'29"W）面积7.41 平方千米，位于法国新阿基坦大区吉倫特省，该省份为法国西南部沿海省份，是法國本土面积最大的省，北起滨海夏朗德省，西临大西洋，南至朗德省，东南接洛特-加龍省，东临多爾多涅省。
与圣热内斯德布莱接壤的市镇（或旧市镇、城区）包括：布莱、屈萨克福尔梅多克、富尔、圣昂德罗尼、圣于连-贝什韦勒、圣马丹拉科萨德、圣瑟兰德屈尔萨克。
圣热内斯德布莱的时区为UTC+01:00、UTC+02:00（夏令时）。

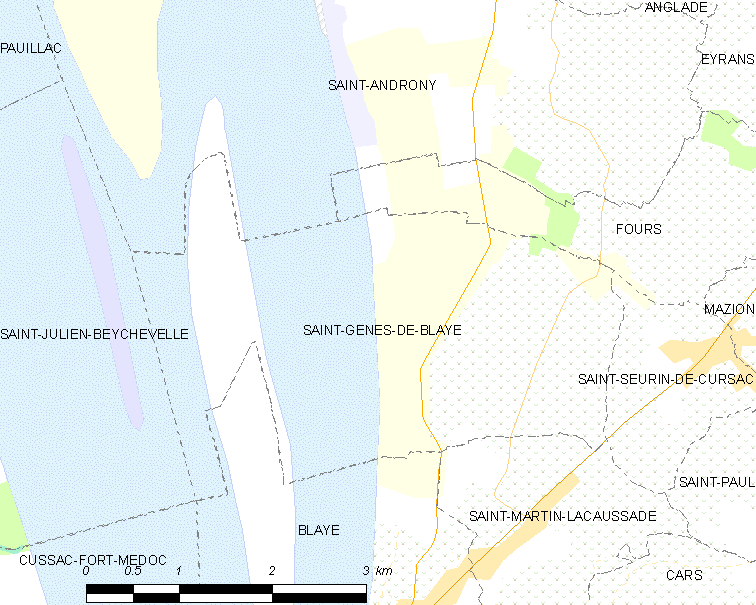
圣热内斯德布莱的OSM定位图

## 行政
圣热内斯德布莱的邮政编码为33390，INSEE市镇编码为33405。

## 政治
圣热内斯德布莱所属的省级选区为河口县。

## 人口

1962-2008年间圣热内斯德布莱人口变化图示

圣热内斯德布莱于2022年1月1日时的人口数量为495人。